# Wahlkreis Livingston (Schottisches Parlament)
| Livingston            |
| --------------------- |
| Livingston · Lothians |
| Gebildet              |
| 1999                  |
| Abgeschafft           |
| 2011                  |
| Regionen              |
| West Lothian          |

Livingston war ein Wahlkreis für das Schottische Parlament. Er wurde 1999 als einer von neun Wahlkreisen der Wahlregion Lothians eingeführt. Im Zuge der Revision im Jahre 2011 wurden die Wahlkreise neu zugeschnitten und der Wahlkreis Livingston abgeschafft. Die Gebiete gingen großteils in dem neuen Wahlkreis Almond Valley auf. Er umfasste die westlich von Edinburgh gelegenen Städte Livingston und Broxburn und deren Umland. Broxburn liegt nun in dem Wahlkreis Linlithgow. Bei Zensuserhebung 2001 lebten insgesamt 87.343 Personen innerhalb seiner Grenzen. Der Wahlkreis entsandte einen Abgeordneten.

## Wahlergebnisse

### Parlamentswahl 1999
| Ergebnisse der Parlamentswahl 1999 | Ergebnisse der Parlamentswahl 1999 | Ergebnisse der Parlamentswahl 1999 | Ergebnisse der Parlamentswahl 1999 |
| Partei                             | Kandidat                           | Stimmen                            | %                                  |
| ---------------------------------- | ---------------------------------- | ---------------------------------- | ---------------------------------- |
| Labour                             | Bristow Muldoon                    | 17.313                             | 47,3                               |
| SNP                                | Greg McCarra                       | 13.409                             | 36,7                               |
| Conservative                       | Douglas Younger                    | 3014                               | 8,2                                |
| Liberal Democrats                  | Martin Oliver                      | 2834                               | 7,8                                |

### Parlamentswahl 2003
| Ergebnisse der Parlamentswahl 2003 | Ergebnisse der Parlamentswahl 2003 | Ergebnisse der Parlamentswahl 2003 | Ergebnisse der Parlamentswahl 2003 | Ergebnisse der Parlamentswahl 2003 |
| Partei                             | Kandidat                           | Stimmen                            | %                                  | ±                                  |
| ---------------------------------- | ---------------------------------- | ---------------------------------- | ---------------------------------- | ---------------------------------- |
| Labour                             | Bristow Muldoon                    | 13.327                             | 43,6                               | −3,7                               |
| SNP                                | Peter Johnston                     | 9657                               | 31,6                               | −5,1                               |
| Conservative                       | Lindsay Paterson                   | 2848                               | 9,3                                | +1,1                               |
| Liberal Democrats                  | Paul McGreal                       | 2714                               | 8,9                                | +1,1                               |
| Socialist                          | Robert Richard                     | 1640                               | 5,4                                | +5,4                               |
| Scottish People’s                  | Stephen Milburn                    | 371                                | 1,2                                | +1,2                               |
| Wahlbeteiligung: 30.557 (46,71 %)  |                                    |                                    |                                    |                                    |

### Parlamentswahl 2007
| Ergebnisse der Parlamentswahl 2007 | Ergebnisse der Parlamentswahl 2007 | Ergebnisse der Parlamentswahl 2007 | Ergebnisse der Parlamentswahl 2007 | Ergebnisse der Parlamentswahl 2007 |
| Partei                             | Kandidat                           | Stimmen                            | %                                  | ±                                  |
| ---------------------------------- | ---------------------------------- | ---------------------------------- | ---------------------------------- | ---------------------------------- |
| SNP                                | Angela Constance                   | 13.159                             | 39,6                               | +8,0                               |
| Labour                             | Bristow Muldoon                    | 12.289                             | 37,0                               | −6,6                               |
| Action to Save St John’s Hospital  | Ernie Walker                       | 2814                               | 8,5                                | +8,5                               |
| Conservative                       | David Brown                        | 2804                               | 8,4                                | −0,5                               |
| Liberal Democrats                  | Evan Bell                          | 2158                               | 6,5                                | −2,8                               |
| Wahlbeteiligung: 33.224 (50,08 %)  |                                    |                                    |                                    |                                    |